# Nerax nigrimystaceus
Nerax nigrimystaceus là một loài ruồi trong họ Asilidae. Nerax nigrimystaceus được Macquart miêu tả năm 1847.